# David R. Cross
David R. Cross foi um ator inglês.

## Filmografia
- 1955 – The Night Holds Terror (Terror na Noite)
- 1958 – The Decks Ran Red (Terror no Mar)
- 1961 – The Honeymoon Machine (A Máquina do Casamento)
- 1962 – The Magic Sword (A Espada Mágica) – Sir Pedro da Espanha
- 1962 – The Creation of the Humanoids